# Ateloglossa regina
Ateloglossa regina är en tvåvingeart som beskrevs av West 1924. Ateloglossa regina ingår i släktet Ateloglossa och familjen parasitflugor. Inga underarter finns listade.